# Constanci II de Constantinoble
Constanci II de Constantinoble (en grec Κωνστάντιος Β') va ser patriarca de Constantinoble de l'any 1834 al 1835.
Va succeir a Constanci I i el seu patriarcat va ser breu. No es va distingir ni per la seva educació ni per ser un bon administrador. Va haver de dimitir i es va retirar a Mega Reuma (Μέγα Ρεύμα, avui Arnavutköy) a la vora del Bòsfor, on va morir l'any 1859.